# Vakhtang Kakhidze
Vakhtang Kakhidze (georgià: ვახტანგ (ვატო) კახიძე, (Tbilisi (Georgia), 23 de març, 1959), és un compositor i director d'orquestra georgià. És fill del director d'orquestra Djànsug Kakhidze.

## Biografia
Vakhtang Kakhidze va començar a aprendre el piano als sis anys. Va estudiar i es va doctorar el 1981 al Conservatori de Moscou, on va estudiar composició amb Nikolai Sidelnikov i orquestració amb Edisson Deníssov. De 1988 a 1989 va estudiar direcció amb el seu pare Jansug Kakhidze.
El 1989, Vakhtang Kakhidze va començar a dirigir. El seu debut va tenir lloc al Teatre d'Òpera i Ballet de Tbilisi, on va dirigir diverses representacions del seu ballet Amazones. Des de 1993 va treballar com a director de l'Orquestra Simfònica de Tbilisi. A més de les aparicions en concerts, va gravar més de 25 CD per a companyies discogràfiques internacionals. El 2002, Vakhtang Kakhidze va ser nomenat director en cap de l'Orquestra Simfònica de Tbilisi i director artístic del Centre de Música i Cultura de Tbilisi Jansug Kakhidze. També dirigeix el Festival Internacional de Música Tardor anual de Tbilisi.
El 2004, Vakhtang Kakhidze va completar una gira de concerts amb l'Orquestra Simfònica de Tbilisi a Rússia i Itàlia, actuant en sales de concerts prestigioses com la Gran Sala del Conservatori de Moscou, la Filharmònica de Sant Petersburg, la Sala de Concerts Verdi del Conservatori de Milà, la nova sala de concerts de l'Accademia Nazionale di Santa Cecilia de Roma i la Filharmònica de Berlín.
Vakhtang Kakhidze ha treballat amb moltes orquestres conegudes, com ara: l'Orquestra Simfònica de Praga, l'Orquestra Simfònica de Pequín, el Cor i l'Orquestra de l'Església de la Santíssima Trinitat de París, l'Orquestra de Cambra d'Israel i la Kremerata Baltica.
Va treballar amb músics com: Nino Surguladze, Nino Machaidze, Jan Garbarek, Zurab Sotkilava, Natalia Gutman, Gary Hoffman, Michel Lethiec, Lisa Batiashvili, François Leleux, Eliso Virsaladze, Liana Isakadze, Alexander Toradze, Gidon Kremer, Yuri Bash i Dii Carreer Lockwood.

## Obra
- Cançó de bressol per a cor mixt (1975)
- Himne per a octet masculí (1976)
- Salm per a 3 flautes i tenor (1977)
- Quartet de corda (1978–1979)
- Concert per a piano i orquestra (1980)
- Flower of Hope, Cantata per a mezzosoprano, tenor, baríton i orquestra de cambra (1981)
- In Memoriam per a orquestra de corda (1982)
- Reflexions per a octet i guitarra acústica masculina (1983)
- Conjugacions per a orquestra simfònica (1983)
- Barbale, Òpera en 2 actes (1985–1986)
- Amazones, ballet en 3 actes (1988–1989)
- Sheherazade, Música per a ballet (1994)
- Alleluja per a violoncel, veu i orgue (1994)
- Moon Dances per a violoncel i orquestra de cambra (1994)
- Bruderschaft per a viola, piano i orquestra de corda (1996)
- Reve d'ombre, Cantata de jazz per a cor mixt i instruments de jazz (1998)
- Amazones, Suite simfònica del ballet (1998)
- Kyrie Eleison per a banda de música (1999)
- Blitz, Fantasy on Georgian Tunes per a violí, veu, sintetitzador i orquestra de corda (1999)
- 2000, Cantate de la paix per a soprano, tenor, cor mixt i orquestra simfònica (2000)

Música de pel·lícula
- 2007 El triangle rus
- 2000 Midjachvuli raindebi
- 2000 Escola de Nutsas
- 1994 Iavnana
- 1994 Express – Informació
- 1991 Utskinari * 1899Besame'9
- 1899' 7
- 1985 Win aris meotkhe?
- 1984 Tu girtkamen – gaiqetsi
- 1983 Banditi aguris qarkhnidan